# Neoclytus armaticollis
Neoclytus armaticollis là một loài bọ cánh cứng trong họ Cerambycidae.